# Кораний, Шандор фон
Шандор фон Кораний (правильнее Кораньи, венг. Sándor von Korányi; 18 июля 1866,  Будапешт, Австро-Венгрия — 12 апреля 1944,  Будапешт, Венгрия) — венгерский барон, терапевт, педагог, профессор (с 1897), доктор медицины (с 1888), член Венгерской Академии наук (1935).

## Биография
Сын клинициста Фригиса фон Корания. Окончил Будапештский университет. В 1888—1889 работал у Ф. Гольтца и Ф. Гоппе-Зейлера в Страсбурге и у Ж. М. Шарко в Париже.
В 1893 года — приват-доцент экспериментальной патологии и терапии нервной системы, в 1897 получил звание профессора университета в Будапеште, заведовал лабораторией Первой медицинской клиники.
Ш. Кораньи — основатель функционального направления в венгерской клинической медицине. Внёс значительный вклад в изучение вопросов нарушения кровообращения, обмена веществ, болезней крови, разработал понятие почечной недостаточности, а также методы функциональной диагностики почек. Широко внедрял в медицину достижения физической химии.
Его именем назван синдром Бороша — Кораньи — совокупность признаков геморрагической тромбоцитемии, наблюдающаяся в острой стадии мегакариобластического лейкоза. 
Почётный доктор Вроцлавского, Лионского и Афинского университетов.

## Избранные труды
- «Experimentelle Beitr äge zur Jacksonschen Epilepsie»;
- «Zur Physiologie der Harnabsonderung» («Centralblatt für medicinische Wissenschaften», 1893);
- «Ueber den Zusammenhang der quantitativen Zusammensetzung von Blut und Harn» («Ungar. Archiv für Medicin», 1894);
- «Beiträge zur diagnostischen Bedeutung pathologischer Eigenschaften des Blutes und Harnes» (1896);
- «Neue Methode zur frühen Erkenntniss der Incompensation des Herzens und zur Untersuchung der Accomodationsfähigkeit desselben» («Orvosi Hetilap», 1896).

На этих подготовительных исследованиях основана работа Ш. Корания «Physiologische und klinische Untersuchungen über den osmotischen Druck thierischer Flüssigkeiten» («Zeitschrift für klinische Medicin», 1897—1898).